# Glenbeulah
Glenbeulah ist eine Gemeinde (mit dem Status „Village“) im Sheboygan County im US-amerikanischen Bundesstaat Wisconsin. Im Jahr 2010 hatte Glenbeulah 463 Einwohner.

## Geografie

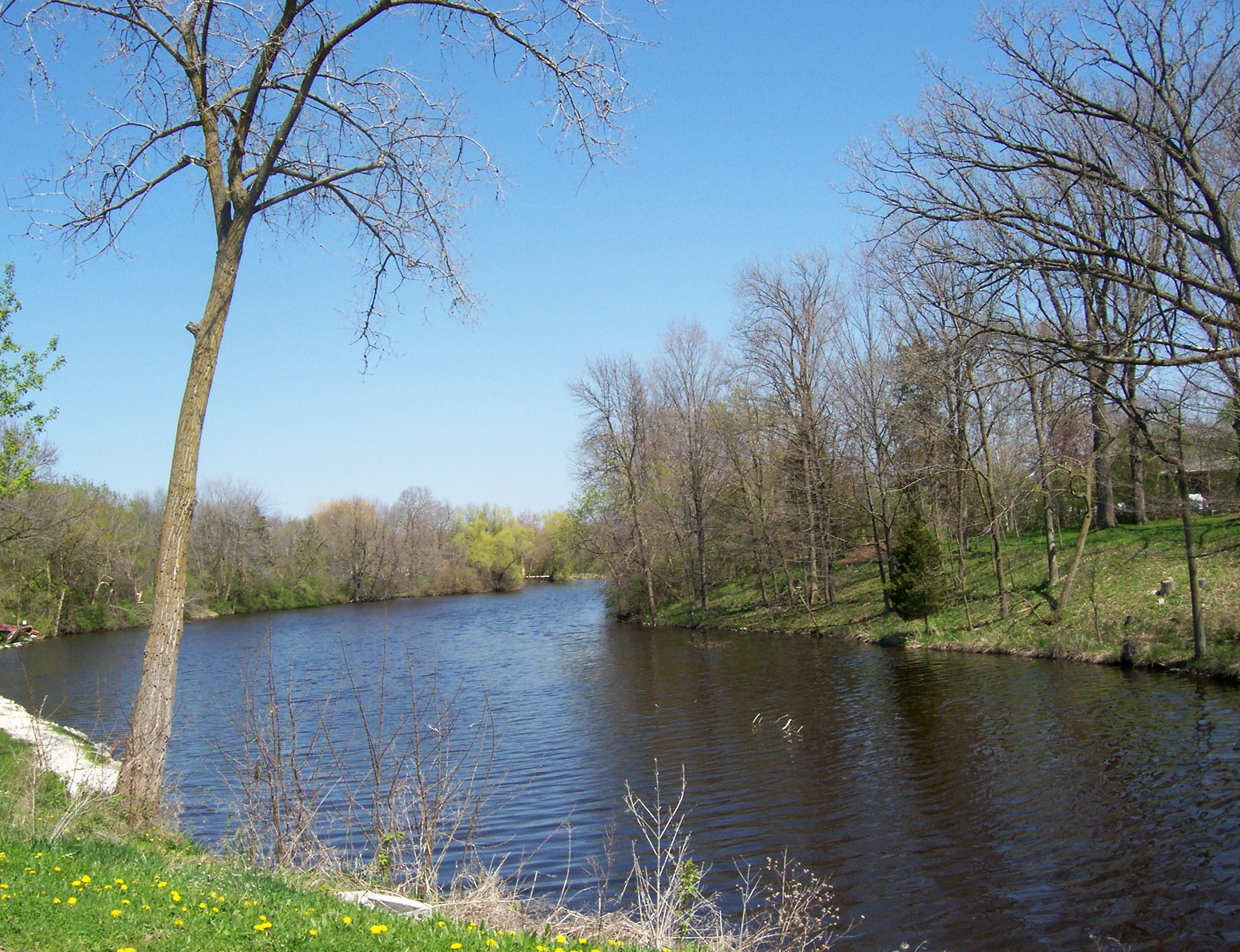
Der Mullet River in Glenbeulah

Glenbeulah liegt im Südosten Wisconsins beiderseits des Mullet River, der über den Sheboygan River zum Einzugsgebiet des Michigansees gehört.
Die geografischen Koordinaten von Glenbeulah sind 43°47′50″ nördlicher Breite und 88°02′50″ westlicher Länge. Das Gemeindegebiet erstreckt sich über eine Fläche von 1,84 km² und wird von der Town of Greenbush im Westen und der Town of Plymouth im Osten umgeben, ohne einer davon anzugehören.
Nachbarorte von Glenbeulah sind Elkhart Lake (6,3 km nordnordöstlich), Plymouth (9,8 km südöstlich), Greenbush (4,1 km südwestlich) und St. Cloud (12 km westnordwestlich).
Die nächstgelegenen größeren Städte sind Green Bay (90,8 km nördlich), Appleton (73,8 km nordwestlich), Wisconsins Hauptstadt Madison (154 km südwestlich), Wisconsins größte Stadt Milwaukee (93,8 km südlich) und Chicago in Illinois (239 km in der gleichen Richtung).

## Verkehr
In Glenbeulah treffen die County Highways A, C, P und S zusammen. Alle weiteren Straßen sind untergeordnete Landstraßen, teils unbefestigte Fahrwege sowie innerörtliche Verbindungsstraßen.
Mit dem Sheboygan County Memorial Airport befindet sich 19,8 km ostsüdöstlich ein kleiner Flugplatz. Die nächsten Verkehrsflughäfen sind der Austin Straubel International Airport in Green Bay (96 km nördlich) und der Milwaukee Mitchell International Airport in Milwaukee (104 km südlich).

## Bevölkerung
Nach der Volkszählung im Jahr 2010 lebten in Glenbeulah 463 Menschen in 194 Haushalten. Die Bevölkerungsdichte betrug 251,6 Einwohner pro Quadratkilometer. In den 194 Haushalten lebten statistisch je 2,39 Personen.
Ethnisch betrachtet bestand die Bevölkerung mit drei Ausnahmen nur aus Weißen. Unabhängig von der ethnischen Zugehörigkeit waren 1,1 Prozent der Bevölkerung spanischer oder lateinamerikanischer Abstammung.
22 Prozent der Bevölkerung waren unter 18 Jahre alt, 65,9 Prozent waren zwischen 18 und 64 und 12,1 Prozent waren 65 Jahre oder älter. 49,2 Prozent der Bevölkerung waren weiblich.
Das mittlere jährliche Einkommen eines Haushalts lag bei 55.000 USD. Das Pro-Kopf-Einkommen betrug 26.564 USD. 0,8 Prozent der Einwohner lebten unterhalb der Armutsgrenze.

## Bekannte Bewohner
- William Van Pelt (1905–1996) – republikanischer Abgeordneter des US-Repräsentantenhauses (1951–1965) – geboren in Glenbeulah